# Misi Mókus kalandjai (televíziós sorozat)
A Misi Mókus kalandjai 1982-ben futott magyar televíziós bábfilmsorozat, amely 1980-ban készült Tersánszky Józsi Jenő azonos című könyve alapján (1953). A sorozat alapján 1982-ben egész estés bábfilm változat is készült. Az írója Mészöly Miklós, a rendezője Foky Ottó, a zeneszerzője Pethő Zsolt, a producere Nádasi László. A tévéfilmsorozat a Pannónia Filmstúdió gyártásában készült, a Magyar Televízió forgalmazásában jelent meg. Műfaja kalandfilmsorozat. Magyarországon az M1-en, az M2-n, a Dunán és a Minimax-on vetítették le a televízióban.

## Rövid tartalom
(A szócikk Epizódok szakasza részletezi a cselekményt, illetve a filmváltozat cselekménye szinte teljesen megegyezik a sorozatéval. Az apró eltérések a két szócikk Érdekességek szakaszában találhatók.)

## Szereplők
| Szereplő           | Hang                                         | Megjegyzés |
| ------------------ | -------------------------------------------- | --- |
| Misi Mókus         | Kútvölgyi Erzsébet                           | Misi a történet főszereplője, világgá akar menni, nehogy levágják a farkát, majd meg akarja keresni az örökké termő fát. Sok kalandon megy át mire újra hazaér, megváltozik, megosztja sok tapasztalatát társaival.                                 |
| Misi testvérei     | Benkő Márta Borbás Gabi Szirtes Ági          | Misi három testvére. Együtt énekelnek, nem engedik világgá menni a farka miatt, megígérik nem lesz bántódása. Együtt járnak Misivel iskolába. |
| Mókus Minyó        | Kelemen Éva                                  | Mókus anyó, Misinek és testvéreinek anyukája. |
| Mókus apó          | Horváth Gyula                                | Misinek és testvéreinek apukája. |
| Szajkó néni        | Tábori Nóra                                  | Idősebb madár, aki mindenbe beleüti az orrát. Nem nézi jó szemmel Misi fekete farkát. Tőle hall Misi az örökké termő fáról. |
| Mókus tanár úr     | Szabó Ottó                                   | Misi és osztálytársai tanára. Megbünteti Misit, mert figyelmetlen és elalszik az óráján. |
| Misi osztálytársai | ?                                            | Misivel együtt tanulnak az órán, nevetnek raja, amikor az elalszik. |
| Rókus mókus bácsi  | Horesnyi László                              | Bölcs és tapasztalt tudós mókus. Segít Misi szüleinek megfejteni, mit jelent a fekete farok. |
| Rendőrkutya        | Farkas Antal                                 | Tőle kérnek segítséget Misi szülei, hogy megtalálják, amikor Misi elszökik megkeresni az örökké termő fát. |
| Gyümölcsárus       | Balázs Péter                                 | A városban gyümölcsöt árul és Misi citromot csen tőle, azt hiszi azzal jól lakik. |
| Öregasszony        | Pártos Erzsi                                 | A parkban ül egy padon. Misi véletlenül a fejére ejt egy citromot. |
| Parkőr             | Suka Sándor                                  | Az öregasszony riasztja, hogy valaki ellopta a kontyát. Elfogatja Misit a madarásszal. |
| Kisfiú             | Pálok Sándor                                 | Éleslátású kisfiú, aki a parkban észreveszi Misit a fán. |
| Madarász           | Szombathy Gyula                              | Madarakat fog. Hálóval elfogja Misit a fán és a boltjába viszi eladni. |
| Macskák            | Detre Annamária Esztergályos Cecília         | Két macska a madarász boltjában, akik azt hiszik az élelem nem teremhet fán. |
| Vásárló            | Somogyvári Pál                               | Megveszi fiának Misit a madarásztól. |
| Vásárló fia        | Kovács Klára                                 | Elkényeztetett kisfiú, mindenáron játszani akar Misivel, ugráltatná, mint egy majmot. |
| Vásárló felesége   | Géczy Dorottya                               | A fiú anyja, aki majdnem elájul, amikor Misi megharapja a kisfiú ujját. |
| Padláskandúr       | Bodrogi Gyula                                | Kandúr, a vásárló padlásán. Meglátja Misit és el akarja kapni. Misi fél tőle, hogy egérnek nézi, de kicselezi. |
| Teherautó sofőr    | ?                                            | Gyümölcsöket szállít. Misi egy inggel menekül el a padlásról, amit az autójából meglát, és megáll felvenni. Misi felugrik, így tudtán kívül elszállítja a kikötőbe. (Csak annyit mond: „Na nézd csak! Egy ing!”)                                    |
| Rakodómunkások     | Basilides Zoltán Makay Sándor                | Két munkás a kikötőben, akik a hajóra pakolják fel a dobozokat. |
| Hajókandúr         | Szacsvay László                              | Kandúr, aki a hajón él. Felveszi maga mellé Misit szolgálni másod-hajó-fedélköz-mókusnak. |
| Dániel             | Szabó Gyula (5-6) Harkányi Endre (13)        | Albatrosz, Misi a hátán repülve utazik a hajó és a part között. |
| Ottmár             | Zenthe Ferenc (6, 9-12) Horváth Gyula (13)   | Őslénykutató, elviszi magával Misit egy darabon, és megajándékozza egy esernyővel, aminek sok hasznát veszi. Reménytelenül kutatja a Jetit |
| Sámuel             | Balázs Péter (9-11) Tahi Tóth László (12)    | Teve, aki fuvarozza Ottmárt. „Goldmann Sámuel hét éves kan teve, sebessége 5 km/h, űrtartalom 1 hektó állóvíz, plusz két púp zsírtartalék, 2500 kg önsúly [liter vízkiszorítás], (szopornyica ellen újraoltva), és a rakománya csokoládé, mogyoró!” |
| Bumba              | Gálvölgyi János                              | Majom, aki Krokó miatt őrködik. Elkíséri Misit az útja során, bemutatja az elefántnak. Misi révén elindul a világsiker felé a cirkuszban mint póznamászó.                                                                                           |
| Krokó              | Benedek Miklós                               | Krokodil, aki meg akarja enni Misit és Bumbát. Misi megleckézteti, hogy a szájába teszi a jelzőtárcsát. Megfogadja ezentúl csak halat eszik. |
| Papagájok          | Tábori Nóra ?                                | Misi mikor pálmafákon ugrál, találkozik egy papagájjal, aki csak utánozza a szövegét és van pár társa is. |
| Ká                 | Pathó István                                 | Kígyó, Misi azt hiszi, róla olvasott a a dzsungel könyvében. Meg akarja enni Misit és Bumbát. Bumba kicselezi egy feladvánnyal. |
| Kacifánt           | Képessy József                               | Elefánt, aki azt hiszi Misiről, hogy ő is majom. Fogadnak száz banánba, és így eljutnak a bölcs Apa-pirra-soka-tirhoz, aki eldönti a fogadást és további útmutatást ad nekik.                                                                       |
| Apa-pirra-soka-tir | Suka Sándor                                  | A nagy bölcs. Segít Misinek megtalálni az örökké termő fát. |
| Sárkány Omár       | Maros Gábor                                  | Béka, aki vezényli a Sárkány család énekkarát, útmutatást ad, merre visz az út tovább. |
| Éneklő Sárkányok   | Bergendy-együttes                            | Békák, a Sárkány Omár ivadékai: Nimród, Mirtill, Ármin, Virgil, Özséb, Rúfusz, Ödön, Lótusz, Lenke-Kreszcencia, Timót, Lia. Eléneklik a száraz tónak nedves partján című éneket.                                                                    |
| Aladár             | Képessy József                               | Víziló, Misi a hátán utazva jut el a partról az örökké termő fa szigetére és vissza. Szeretne világrekordot dönteni vízalatt-maradásban. |
| Kövér mókusok      | Gyurkovics Zsuzsa Hacser Józsa Mányai Zsuzsa | Az örökké termő fa szigetén élő három ellustult, hájas mókus, mert állandóan gyümölcsöt esznek. Misi távoli rokonai. |
| Strucc             | Mikó István                                  | Mindent szeret elcsenni, meg is eszik tárgyakat. Ottmár miatta nem találja a dolgait. |
| Keselyű            | ?                                            | Mindig húsra vágyik, várja, mikor leheli ki Ottmár és társai a lelküket. (Csak annyit mond: „Hús, hús”.) |
| Jegypénztáros      | nem szólal meg                               | Csak a keze látható mikor Ottmár jegyet akar tőle venni hazafelé a hajókikötőnél. |
| Bohóc              | ?                                            | Hegedül a cirkuszban, szórakoztatja a közönséget. (Csak annyit mond: „Muzik”.) |
| Cirkuszigazgató    | Haumann Péter                                | A cirkuszt vezeti. Jutalmat tűz ki annak, aki legyőzi a póznamászó bajnokot. Misi elnyeri tőle a jutalmat. Felveszi Bumbát mint a cirkusz legújabb attrakcióját.                                                                                    |
| Nézőközönség       | nem szólal meg                               | A cirkusz közönsége, akik az előadást nézik. |
| Póznamászó bajnok  | nem szólal meg                               | Versenyezhetnek vele a cirkuszban, szórakoztatja a közönséget. |
| Macskák            | nem szólal meg                               | A hajókandúr társai, akiket bemutat Misinek. |
| Egér               | nem szólal meg                               | A hajón a macskákhoz áll a bemutatkozáskor, akiknek ez nem nagyon tetszik. |
| Maki Mókus         | Földessy Margit                              | Misi egyik osztálytársa. Utánozni akarja Misit, feketére festi farkát és megeszi a „tananyagot” (A tananyag egy csomó dió, mogyoró, amt nem szabad azonnal elrágcsálni, hanem el kell tenni a zord télre.)                                          |

## Alkotók
- Tersánszky Józsi Jenő könyve alapján írta: Mészöly Miklós
- Dramaturg: Szentistványi Rita
- Rendező és díszlettervező: Foky Ottó
- Zeneszerző: Pethő Zsolt
- Operatőr: Bayer Ottmár
- Hangmérnök: Nyerges András Imre
- Hangasszisztens: Zsebényi Béla
- Vágó: Hap Magda
- Vágóasszisztens: Pauka Valéria
- Animátor: Doboki László, Zoltán Annamária
- Bábkivitelezők: Krakovszky László, Szabó László[1]
- Díszletkivitelezők: Kovács Árpád, Kováts Tamás, Sánta Béla
- Fővilágosító: Mazács Miklós
- Színes technika: György Erzsébet
- Gyártásvezető: Dreilinger Zsuzsa
- Produkciós vezető: Nádasi László

A Magyar Televízió megbízásából a Pannónia Filmstúdió készítette.

## Epizódok
| # | Cím                                    | Premier           |
| --- | -------------------------------------- | ----------------- |
| 1. | Ribillió Mókuséknál                    | 1982. február 20. |
| A történet főhőse Misi, aki egy mókus. Az első nap, amikor iskolába megy, még nem akar felkelni. A testvérei megmosakodnak, amíg Misi alszik. Misit is felébresztik a szülei, és az anyukája megfürdeti. A gyerekek közösen megreggeliznek, utána pedig Mókus Apó készít egy fényképet róluk. Ekkor Szajkó néni, a szaglászó szomszéd észreveszi, hogy Misinek fekete a farka és ezen mindenki elcsodálkozik. Mókus Minyó azt mondja, hogy fessék be Misi farkát, de Szajkónéni azt javasolja, hogy inkább vágják le. Misi erre megijed, és világgá megy. A testvérei utána mennek, hogy hazahozzák Misit. Misi barangol az erdőben, és felmászik egy magas fa tetejére. Ekkor a testvérei lehívják, és megvigasztalják Misit, majd együtt elindulnak az iskolába. |                                        |                   |
| 2. | Misi Mókus útra kel                    | 1982. február 27. |
| Amíg iskolában vannak, addig Mókus Minyó levelet ír Rókusnak a tudós mókusnak, hogy jöjjön el, és vizsgálja meg Misi farkát. Rókusnak elmesélik, hogy mi történt, ő pedig megmondja az igazságot Misiről: Misit ugyanúgy kell szeretni, mint a többieket, még akkor is ha fekete a farka. Ezzel nincsen semmi baj sem, mert bárkinek akadhat valami önálló jellegzetessége. Misi szülei erre megnyugodnak. A gyerekek négy osztálytársukkal az iskolában tanulnak. Az iskolában a Mókus tanár úr egy fontos tananyagról beszél, amit egy ennivalóval szemléltet. Azt mondja a gyerekeknek, ezt nem szabad megenni, de Misi nem fogad szót, és mégis megeszi. A tanár úr a szégyenpadra ülteti Misit, hogy gondolkodjon el rossz tettén, míg a többieket kiengedi a szünetre játszani. Ekkor éppen Misi felé repül Szajkó néni, és látja, hogy ott ül Misi szégyenkezve egyedül a padon. Misi azt mondja Szajkó néninek, szeretne egy olyan helyet, ahol mókusok élnek, és mindig teremnek ennivalók. Szajkó néni elmeséli Misinek, hogy van egy sziget, ahol van egy fa, ami örökké terem, és ott is élnek mókusok. Misi ennek hallatán egyedül útra kel. |                                        |                   |
| 3. | Misi és a ravasz madarász              | 1982. március 6.  |
| A szülei, és a testvérei aggódnak érte, hogy elcsavargott otthonról. Anyukájuk ír egy levelet a rendőrkutyának, hogy keresse meg Misit, és hozza haza. Misi sétál a városban, és egy fán lapul meg egy zöldséges standja felett. Ellop egy citromot és megkóstolja, de nem ízlik neki, ezért ledobja, pont a fa alatt ülő öregasszony fejére esik. Az kihívja a parkőrt. hogy nézzen utána, mi is történt. Egy éles szemű fiú, észreveszi Misit, az arra járó madarász pedig elkapja egy merítőhálóval, és autóval elviszi a boltba, a csomagtartóba rakva. |                                        |                   |
| 4. | Szökés a fogságból                     | 1982. március 13. |
| Másnap a boltba érkezik egy vásárló a fiával. A fiú azt kéri apukájától, hogy vegyen meg neki egy mókust. Ez meg is történik, és hazaviszik Misit. Este benyit hozzá a fiú, és játszani akar vele, de felbosszantja Misit, és ő erre megharapja az ujját. Misit büntetésből felviszik a padlásra, ő azonban kirágja a kalitkája alját, és szétnéz a padláson. Megjelenik ott egy kandúr, és meg akarja enni Misit, de sikerül elmenekülnie előle. Kiugrik egy ruhadarabbal az ablakon, és lassan leereszkedik. A rendőrkutya a rendőrkocsijával éppen arra jár, de elhajt a kocsival, mielőtt Misit észrevenné. Misi pedig a következő teherautóba esik. |                                        |                   |
| 5. | Potyautas a tengeren                   | 1982. március 20. |
| Másnap reggelre az autó kiér Misivel a kikötőbe. Ő egy ládában felkerül a hajóra, ahol találkozik egy kandúrral. A kandúr Misit, mint potyautast kinevezi másodfedélköz-mókusnak, és ad neki egy kis munkát, meg egy kapitánysapkát. Misi felmászik az árbocra, ahol találkozik Dániellel az albatrosszal, aki elrepíti a sivatagba. |                                        |                   |
| 6. | Találkozás Bumbával és a nagy Krokóval | 1982. március 27. |
| A sivatagban találkoznak Sámuellel, a tevével, és Ottmárral, az őslénykutatóval. Misi elmondja, hogy az örökké termő fát keresi. Ekkor Ottmár ad neki egy világjáró esernyőt, és megmutatja neki az utat, merre menjen tovább. A dzsungelbe érve találkozik Bumbával, a majommal, aki Elmeséli Misinek, hogy neki az a feladata, hogy itt őrködjön egy tárcsával a kezében, hogy ne menjen erre tovább senki se. Mert aki erre megy, azt Krokó, a krokodil megeszi. Éppen ekkor megjelenik Krokó, aki meg akarja enni Misit. Ő azonban Krokó szájába rakja Bumba tárcsáját, és csak akkor hajlandó kivenni, ha Krokó megígéri, hogy ezentúl csak halat eszik. Krokó betartja az ígéretét, majd megmutatja Misinek, merre menjen tovább az örökké termő fa felé. |                                        |                   |
| 7. | Kacifánt és a száz banán               | 1982. április 3.  |
| Misi találkozik Kával, a kígyóval, aki meg akarja enni. Közben utoléri a munkáját vesztett Bumba is. Mindketten menekülni próbálnak a kígyó elől, de nem sikerül. Bumba egy matematikai feladványt ad Kának, amely lekötei annyira, hogy el tudjanak osonni. Bumba az Apa-pirra-soka-tir nevű nagy bölcs biztos tudja, hogy merre kell mennie Misinek, de a bölcs lakhelyét csak Kacifánt az elefánt ismeri. Mikor találkoznak, Kacifánttal az Misit is majomnak nézi, és nem akarja elhinni, hogy ő másféle állat. Fogadnak száz banánban azzal a feltétellel, hogy a bölcset kérik fel döntnöknek, így Kacifánt elviszi őket a barlangjához. |                                        |                   |
| 8. | A nagy bölcs barlangjában              | 1982. április 10. |
| Misi előremegy, és elmagyarázza a bölcsnek, hogy mi a különbség a majom és a mókus között. Így az egyértelmű választ ad Kacifántnak, aki így elveszti a fogadást. Misi a száz banánt a bölcsnek ajánlja fel, majd megkérdezi tőle, merre van az örökké termő fa. Válaszként azt kapja, hogy jó úton jár, a barlangból eredő a folyón egyenesen oda jut. Innen tavirózsa leveléből készült csónakban megy tovább Bumbával együtt. |                                        |                   |
| 9. | A nagy barlangon keresztül             | 1982. április 17. |
| Misi és Bumba ismét találkozik Ottmáral és Sámuellel. Hogy a vízesést elkerüljék, az éneklő sárkányok barlangján keresztül mennek. Sámuel nem tart velük a barlangba, így a többiek Misi tavirózsa-hajóján folytatják az utat. A sárkányokról kiderül, hogy békák, akik kórusban és kánonban is eléneklik nekik a "Száraz tónak nedves partján" dalocskát. Misi az esernyőt hajóként használva külön megy tovább a barlangból az örökké termő fa szigetére. |                                        |                   |
| 10. | Az örökké termő fa szigetén            | 1982. április 24. |
| Misi ráül a vízen egy kőre, amiről kiderül, hogy valójában egy Aladár nevű víziló. Ő viszi el a szigetre, ahol tényleg sikerül megtalálnia az örökké termő fát. A fa tövében három-négy kövér mókus is tanyázik, akiknek minden mozgás nehezére esik, még a darazsakat sem tudják elhessegetni. Misi kergeti el azokat, de ekkor kiderül, hogy a kövér mókusok bundája igen poros. Misi ezért megtanítja őket tisztálkodni, és arra is, hogyan védjék meg magukat, de a látványtól megrettenve és megundorodva inkább elhagyja a szigetet a víziló hátán. |                                        |                   |
| 11. | Hazafelé                               | 1982. május 1.    |
| Misi elindul hazafelé, és útközben találkozik egy struccal, akinek egy óra akadt a torkán, de Misi segít rajta. Utána újra találkozik Bumbával, Ottmárral, és Sámuellel, akiknek a strucc számos tárgyukat lenyelte. Ezeket most visszakapják, miközben Misi nekik is élménybeszámolót tart. Ottmár a sivatagban végre megtalálja azt a koponyát, amit a jeti ősének hisz. |                                        |                   |
| 12. | Bumba világszám lesz                   | 1982. május 8.    |
| Hazafelé tartva elérnek a kikötőbe. Ottmár észreveszi, hogy nincs pénzük a hajójegyre, mert a strucc azt is bekapta. Sámuel elmegy a teveszervizbe, a többiek pedig elmennek a cirkuszba, ahol a póznamászó bajnok legyőzésével pénzt keresnek. Ezt a feladatot Misi könnyedén teljesíti, de nem akar a cirkuszban maradni új bajnokként, helyette Bumbát javasolja erre a szerepre. Bumba így újra állást nyer, és ő lesz az új cirkuszi világszám. Ottmár és Misi megveszik a jegyet a hajóra, ahol Misi ismét találkozik a kandúrral. A kandúr elmondta Misinek, hogy jól végezte a munkáját a hajón, és a sapkáját is megtalálta amit ott hagyott. A záró jelenetben bemutatja Misinek a csapatát, amelyhez, egy egér is csatlakozna, de folyton elhajtják. |                                        |                   |
| 13. | Legjobb a hazai mogyoró                | 1982. május 15.   |
| Misi felmászik az árbocra, ahol ismét Dániellel találkozik. Megkéri, hogy vigye őt haza, majd elköszönt Ottmártól. A hazaút közben elmeséli aztán esernyőjével szállt le Misi az erdőben. Először Szajkó nénivel találkozik, aki elmeséli, hogy Misinek a rendőrkutya kereste, de nem talált rá. Misi Szajkó néninek is elmesélte kalandját, aki válaszként azt mondja, menjen menjen mielőbb haza, mert a szülei már várják. Misi először az iskolába megy, ahol éppen az osztálytársát, Mókus Makit pellengérezik ki, mert ő is megette a tananyagot. Maki Misit tekinti példaképének - még a farkát is befestette feketére - de Misi ekkor felfedi magát, hogy ő már megváltozott. Elmeséli az út tanulságát, majd testvéreivel hazatér. A szülei örömmel fogadják, akiknek szintén beszámol a kalandjairól. A nap egy tortával és egy közös családi fényképpel ér véget, majd a mókusgyerekek lefekszenek aludni. |                                        |                   |

## Érdekességek
- A sorozatban számos olyan jelenet és szereplő van, amelyek a könyvben nem szerepelnek:
  - Ilyenek például a Hajókandúr, Dániel az albatrosz, Ottmár az őslénykutató, tevéje Sámuel, Ká a kígyó, a békák az Éneklő Sárkányok barlangjában, az utánozó papagájok, Aladár a víziló, a Strucc aki megeszi a pénzüket, és emiatt nem tudnak hajójegyet venni stb.
  - A könyvben viszont az örökké termő fánál játszódó jelenet után, amikor a darazsak (a könyvben dongók) zaklatják a mókusokat, megjelenik előbb egy kígyó is, amelyet Misi elijeszt egy bottal, majd egy sakál, amely miatt kiderül, még fára sem tudnak mászni a kövér mókusok.
  - Lényeges különbség, hogy a könyvben felnőttesebb jellemábrázolások a sorozatból hiányoznak. A kövér mókusok Misit szánják a sakál eledeléül. Saját bőrüket mentve lecsalogatják a fáról, majd az egész kelepcét az áldozatul esett társukra (Suta) fogják. A könyvben ez az oka amiért Misi elhagyja őket és hazaindul, nem a tunyaságuk. Az úton véletlenül találkozik újra Bumbával, aki találkozásuk óta ragyogó pályát futott be a cirkuszban, nem pedig a hajójegy áráért versenyeznek. A bábfilmből hiányzik Bumba és Misi közötti hencegés és rivalizálás is, ami a cirkuszban a póznamászó versenyen zajlik, így az sem jelenik meg, hogy hiába gyorsabb Misi, utasítják: hagyja nyerni a majmot és amikor elszökik emiatt, a közönség átlát a csaláson, a cirkuszosok pedig a felelősséget egymásra hárítva összeverekednek.
  - Apró eltérések: pl. hogy a városban Misi szándékosan dobálja vadgesztenyével a fa alatt lévőket míg a bábfigura  véletlenül ejt le egy citromot; a madarász boltjában papagájokkal (nem macskákkal) beszélget, akik még sosem hallottak az erdőben szabadon élő állatokról; nincsen esernyője az utazása során; azért megy előre a bölcshöz, mert nem biztos benne, hogy elég bölcs ahhoz, hogy ismerje a mókusok és majmok közötti különbséget, és nem azért, mert fél hogy elveszítik a fogadást az elefánttal; Bumba inkább a bölccsel marad, akinek odaadják a fogadáson nyert 100 banánt, de pórul jár, mert az elefánt vele akarja összeszedetni stb.
  - Misit nem csak a farka különbözteti meg testvéreitől: bundája világosabb, haja sötétebb, és más színű nyakkendőt visel, mint a többiek de a szülők csak akkor kezdenek a másságával foglalkozni, amikor Szajkó néni szóváteszi, mi lesz ha majd emiatt kicsúfolják az iskolában, és azt tanácsolja, vágják le a farkát. A könyv azzal kezdődik, hogy a szülők Rókus bácsihoz fordulnak, aki megnyugtatja őket, és csak  később lesz iskoláskorú.
  - A könyvben több versike is van, ezek a sorozatból részben hiányoznak, vagy pl. a Madarász más szöveget dalol, viszont számos ének betét elhangzik, pl. az éneklő békák előadják a „száraz tónak nedves partján” éneket kánonban.
  - A könyvben utalások vannak más mesékre: Tökmag Jankó,[2] Hüvelyk Matyi; a vekkert lenyelő strucc utalás Kálmán Jenő: Sicc a Szaharában (Minerva, 1966) szereplőjére, Strucc Malvinra; Jónás, akit Ottmár az őslénykutató keres, egy mesébe illő valós állat volt,[3] (Jónás időközben elhagyta Afrikát összkomfortos lakrészéért a budapesti állatkertben, utána Ottmár a Jetit keresi).
- A filmváltozatból több szereplő és jelenet kimaradt a sorozat változathoz képest:
  - Misit kerestetik aggódó szülei, így a rendőrkutya is teljesen hiányzik a filmből,
  - a kövér mókusokra rászállnak a darazsak, amelyeket Misi elkerget, majd megtanítja erre a többieket és arra is, hogyan tisztítsák meg poros bundájukat,
  - Misi találkozik a struccal, aki megeszi Ottmár pénzét,
  - hazafelé a Hajókandúr bemutatja Misinek a csapatát, amelyhez egy egér is csatlakozna.
  - A film 12-13 perccel rövidebb az epizódok jeleneteinek hosszánál.
- Új jelenetek, szereplők nem kerültek a filmbe, de egyes jeleneteket újraforgattak, vagy más színész adja hangjukat:
  - a sorozatban gyümölcsök hullanak le az örökké termő fáról, az egész estés változatban pedig torták és sütemények,
  - a kövér mókusok hárman szerepelnek a sorozatban, a filmben pedig négyen, és partedlit viselnek.
  - Az egész estés változatban több szereplő szinkronhangja is eltér, Rókus mókust például a filmben Kaló Flórián,  mókustanár urat Miklósy György, az itt Aladár nevű vízilovat pedig Csákányi László alakítja és a neve ott Hugó.
  - Pár másodpercre a film elején, mielőtt a mókusgyerekek mosakodni kezdenének, megjelenik egy szarvas és egy mackó is, akik a sorozatban csak akkor tűnnek fel, amikor Misi hazaérkezik útjáról (mielőtt megérkezne az iskolába).